# Ekiti West
Ekiti West è una delle sedici aree a governo locale (local government areas) in cui è suddiviso lo Stato di Ekiti, nella Repubblica Federale della Nigeria. Si estende su una superficie di 366 km² e conta una popolazione di 179.892 abitanti.